# Minotauro Fights II
Minotauro Fights II foi a segunda edição do evento de lutas Minotauro Fights, que foi realizado no dia 05 de agosto de 2005, no Ginásio Antonio Babino, o Balbininho, em Salvador, Bahia, e que contou com 5 lutas de boxe e 8 de MMA.
As atrações do evento foram a estreia de Anderson Silva no boxe profissional, enfrentando o campeão baiano, Júlio Cesar e os campeões brasileiros Kelson Pinto e Laudelino Barros.
| “ | "Foi uma experiência excelente. Desde que o Minotauro me trouxe para a Bahia para treinar com o Luiz Dórea, venho querendo me testar nas regras do Boxe." | ” |